# Jimmy Casper
Pour les articles homonymes, voir Casper.

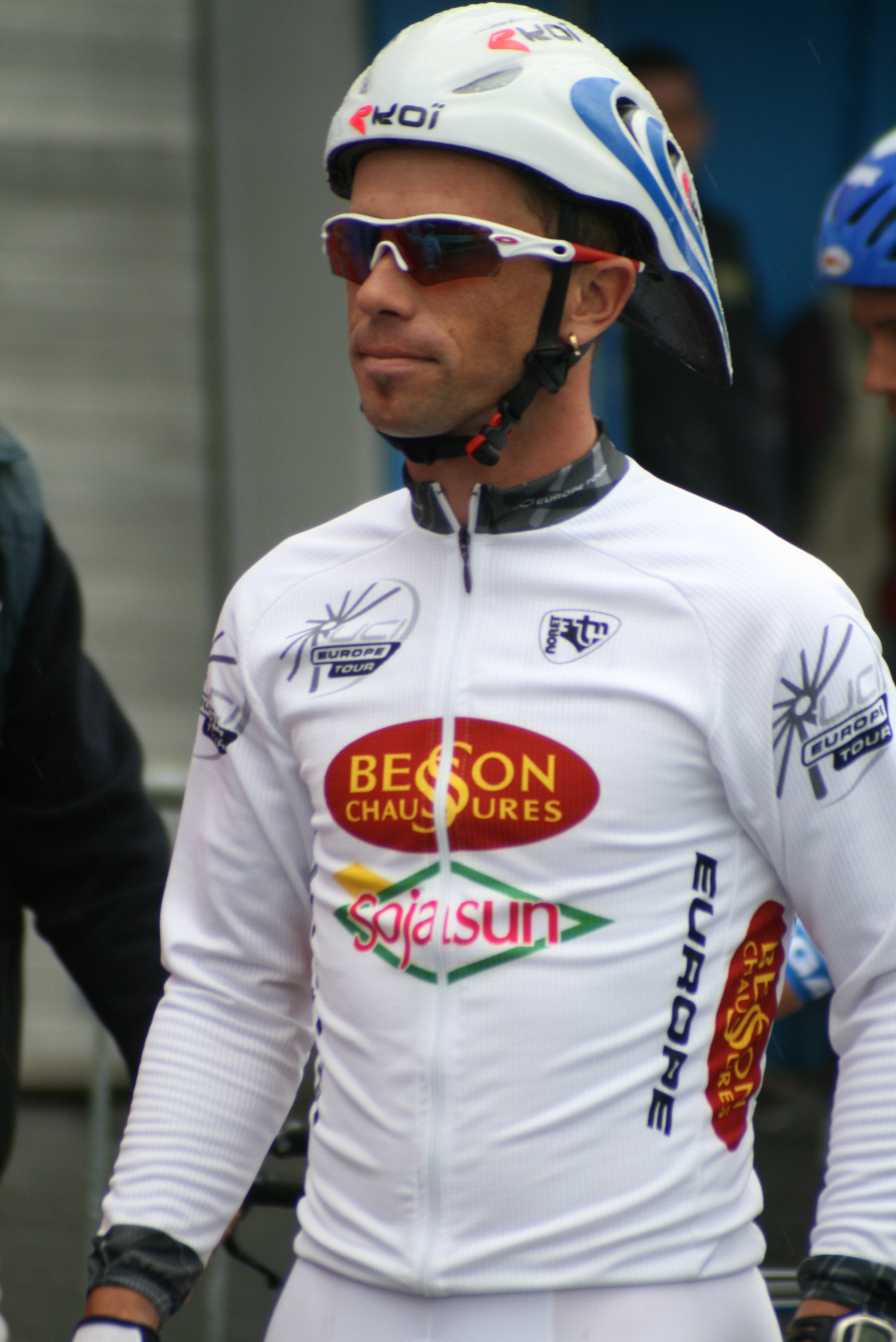
Jimmy Casper, vêtu du maillot blanc de leader de l'UCI Europe Tour 2009, lors des Quatre Jours de Dunkerque 2009

Jimmy Casper (né le 28 mai 1978 à Montdidier dans la Somme) est un coureur cycliste français, professionnel de 1998 à 2012. Spécialiste du sprint, son palmarès compte 61 victoires dont une étape du Tour de France 2006 et la Coupe de France 2009. Il devient directeur sportif après sa carrière de coureur.

## Biographie

### carrière cycliste

#### 1998-2003: Française des Jeux
Licencié durant son enfance à l'AC Montdidier, Jimmy Casper commence sa carrière professionnelle en 1998 au sein de l'équipe La Française des jeux, dont il est l'un des principaux sprinters avec Damien Nazon. Il se révèle en 1999 en remportant quatre étapes du Tour d'Allemagne, devançant à chaque fois le sprinter Erik Zabel. Après un abandon au Tour de France 1999, il termine une première fois la « grande boucle » en 2001, à la dernière place. L'un de ses meilleurs résultats avec la Française des Jeux intervient lors du championnat du monde sur route en 2002 qu'il termine en sixième position au sprint. 
Lors de sa dernière saison avec cette équipe, en 2003, il passe tout près d'une première victoire sur un grand tour en étant uniquement battu par Alessandro Petacchi lors du Tour d'Italie. Il rejoint Cofidis en fin d'année avec 18 victoires à son palmarès.

#### 2004-2006: Cofidis
Sa nouvelle équipe se retire de la compétition durant les premiers mois de l'année en raison de l'affaire Cofidis. Malgré cette période sans course, Jimmy Casper réalise sa saison la plus prolifique jusqu'alors en enregistrant six succès. Il gagne notamment le Championnat des Flandres pour la deuxième fois, ainsi que le Circuit franco-belge, sa première course par étapes. Il décroche à nouveau la lanterne rouge du Tour de France. En 2006, il s'impose sur la première étape du Tour de France à Strasbourg devant Robbie McEwen, Erik Zabel et Daniele Bennati ce qui constitue la victoire la plus prestigieuse de sa carrière.

#### 2007-2008: Unibet.com et Agritubel
Pour 2007, il décide de rejoindre l'équipe Unibet.com. Après un bon début de saison où il s'illustre en Belgique, il se blesse dans la descente du mont Kemmel sur Gand-Wevelgem. Sa saison est également perturbée par le boycott subi par son équipe, non-invitée sur plusieurs courses du ProTour et il n'obtient finalement que trois victoires.
Après une saison en demi-teinte, il rejoint l'équipe continentale professionnelle Agritubel pour 2008. Le 9 août 2008 est révélé que des traces de glucocorticoïdes ont été retrouvées durant le Tour de France dans les urines de Jimmy Casper. Celui-ci en impute la faute à un problème de prescription de médicaments lors du renouvellement d'une autorisation à usage thérapeutique. Il est blanchi par la Ligue nationale de cyclisme le 15 septembre. Il fait le choix de se relancer ailleurs, chez Saur-Sojasun et change d'équipe pour la troisième fois en trois ans.

#### 2009-2011: Sojasun

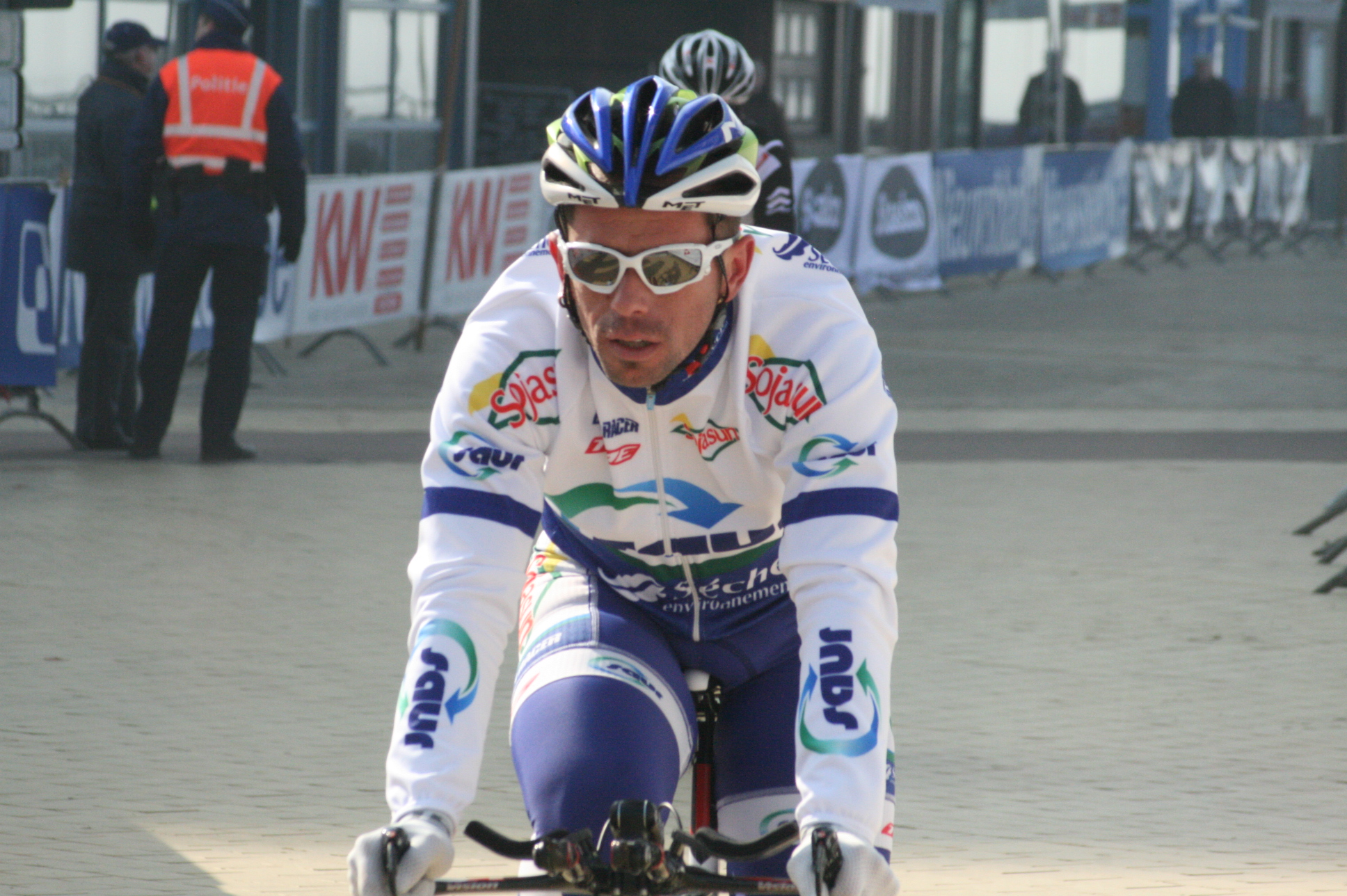
Jimmy Casper lors du prologue des Trois Jours de Flandre-Occidentale

Casper signe des débuts prometteurs en apportant les deux premières victoires à cette nouvelle équipe lors des deux premières étapes de l'Étoile de Bessèges, les 4 et 5 février. Il remporte cette année-là trois épreuves de la Coupe de France, le Grand Prix de Denain, la Châteauroux Classic de l'Indre et Paris-Camembert. Il se montre régulier toute l'année, décrochant dix victoires, le meilleur total de sa carrière.
Il entame sa saison 2010 au Tour du Qatar. Il remporte sa première victoire lors de la première étape du Tour d'Oman. Le 28 mai, le jour de ses 32 ans, il remporte sa 50e victoire chez les professionnels, à l'occasion de la troisième étape du Tour de Belgique.
En 2011, il remporte le Grand Prix de Denain ainsi que le classement général des Boucles de la Mayenne en s'imposant sur les deuxième et troisième étapes. Son équipe dispute son premier Tour de France. Il n'est cependant pas retenu dans la formation de neuf coureurs axée sur son leader Jérôme Coppel. Il s'engage pour un an, plus un an en option, avec l'équipe AG2R La Mondiale pour l'année 2012 afin de retrouver la première division du cyclisme mondial.

#### 2012: saison sans victoire chez Ag2r
Cette saison chez AG2R La Mondiale s'avère être la pire de sa carrière, ne décrochant aucune victoire, ce qui n'était plus arrivé depuis l'année où il est passé professionnel, en 1998. Son meilleur résultat de l'année est une quatrième place à l'occasion de la Flèche d'Émeraude remportée par Roberto Ferrari. Il ne dispute également aucun grand tour mais effectue tout de même un bon Paris-Roubaix, où il termine en dix-neuvième position.
Il annonce fin 2012 chercher une nouvelle équipe afin de se relancer. Il ajoute que s'il ne trouve pas d'employeur pour la prochaine saison, il envisage de devenir directeur sportif au sein d'une équipe professionnelle ou amateur ou de travailler avec Amaury Sport Organisation. En proie à des difficultés à trouver un nouvel employeur, il raccroche définitivement le vélo en fin décembre.

### Reconversion professionnelle
Jimmy Casper devient en 2014 entraîneur et directeur sportif du CC Nogent-sur-Oise qui évolue en première division française. Il conduit également une moto-fraîcheur sur le Tour de France. Il est directeur sportif de l'équipe Armée de terre entre 2015 et 2017. À la suite de l'arrêt de cette formation, il est un temps embauché par son cousin qui a une entreprise de menuiserie, tôlerie et serrurerie, faute d'avoir trouvé un projet dans le cyclisme. Il continue également de travailler à l'occasion  pour ASO sur leurs différentes épreuves. Plus récemment, il est devenu chef de bord à la SNCF.

## Palmarès

### Palmarès amateur
| - 1993 - 3e du championnat de France de vitesse cadets - 1994 - 3e du championnat de France de vitesse cadets - 1996 - Champion de France de course aux points juniors - 7e du championnat du monde sur route juniors | - 1997 - Challenge National espoirs - Loire-Atlantique espoirs : - Classement général - 3e étape - 3e étape des Deux Jours cyclistes de Machecoul - 5e étape de Barcelone-Montpellier |  |

### Palmarès professionnel
| - 1998 - 2e des Boucles de Seine Saint-Denis - 1999 - 4e étape des Quatre Jours de Dunkerque - 1re, 3e, 4e et 8e étapes du Tour d'Allemagne - 1re étape du Tour de l'Ain - 2001 - 3e étape du Tour méditerranéen - 3e étape du Circuit des Mines - 2ea étape de la Route du Sud - 3e étape du Tour du Poitou-Charentes - 2002 - 2e étape du Grand Prix Erik Breukink - Cholet-Pays de Loire - 7e étape du Circuit des Mines - Championnat des Flandres - 9e étape du Tour de l'Avenir - 6e du championnat du monde sur route - 2003 - 3e étape du Tour de Ligurie - 1re étape des Trois Jours de Flandre-Occidentale - 1re étape du Grand Prix Erik Breukink - 2e des Trois Jours de Flandre-Occidentale - 3e du Grand Prix de Villers-Cotterêts - 2004 - 1re étape des Quatre Jours de Dunkerque - 4e étape du Tour de Picardie - 6e étape du Tour du Danemark - Championnat des Flandres - Circuit franco-belge : - Classement général - 2e étape - 2e du Tour de Picardie - 2005 - 5e étape de l'Étoile de Bessèges - Grand Prix de Denain - Châteauroux Classic de l'Indre - 2e du Circuit franco-belge - 2006 - Grand Prix de Denain - Tour de Picardie : - Classement général - 3e étape - 1re étape du Tour de France - 2e du Tour de Vendée | - 2007 - Le Samyn - Trois Jours de Flandre-Occidentale : - Classement général - 1re étape - 2008 - 2e étape du Tour méditerranéen - 2e étape du Circuit de Lorraine - 2e étape des Boucles de la Mayenne - 2e de la Classic Loire-Atlantique - 2e du Grand Prix de Denain - 3e du Grand Prix de la ville de Rennes - 2009 - 1re et 2e étapes de l'Étoile de Bessèges - 1re étape du Critérium international - Paris-Camembert - Grand Prix de Denain - 2e étape du Tour de Gironde - 1re étape de la Ronde de l'Oise - 1re étape des Boucles de la Mayenne - 2e étape du Tour du Poitou-Charentes - Châteauroux Classic de l'Indre - Classement final de la Coupe de France - 2e de Cholet-Pays de Loire - 3e du Tour de Picardie - 2010 - 1re étape du Tour d'Oman - 4e étape du Tour de Normandie - 3e étape du Tour de Picardie - 3e étape du Tour de Belgique - Val d'Ille U Classic 35 - 3e étape du Tour du Portugal - 5e étape du Tour du Poitou-Charentes - 2011 - Grand Prix de Denain - 3e étape du Tour de Picardie - Boucles de la Mayenne : - Classement général - 2e et 3e étapes - 1re étape du Tour de l'Ain |  |

## Résultats sur les grands tours

### Tour de France
7 participations
- 1999 : abandon (9e étape)
- 2001 : 144e et lanterne rouge
- 2002 : abandon (16e étape)
- 2003 : abandon (9e étape)
- 2004 : 147e et lanterne rouge
- 2006 :  137e et vainqueur de la 1re étape
- 2008 : hors délai (17e étape)

### Tour d'Italie
2 participations
- 2000 : abandon (8e étape)
- 2003 : abandon (19e étape)

### Tour d'Espagne
1 participation
- 2004 : 124e

## Classements mondiaux
| Année              | 2006 | 2007 | 2008 | 2009 | 2010 | 2011 |
| ------------------ | ---- | ---- | ---- | ---- | ---- | ---- |
| Classement ProTour | 123e |      |      |      |      |      |
| UCI Asia Tour      |      |      |      |      | 297e |      |
| UCI Europe Tour    |      |      | 35e  | 3e   | 36e  | 33e  |